# Stade Michel-Baudry
Le stade Michel-Baudry est un stade d'eau vive situé à L'Argentière-la-Bessée. Inauguré en 1993, il est aménagé dans le lit naturel de la Durance.

## Caractéristiques

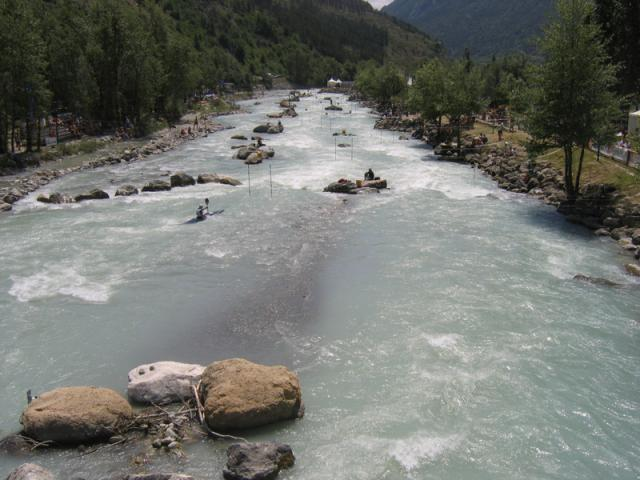
Vue générale du stade depuis l'amont

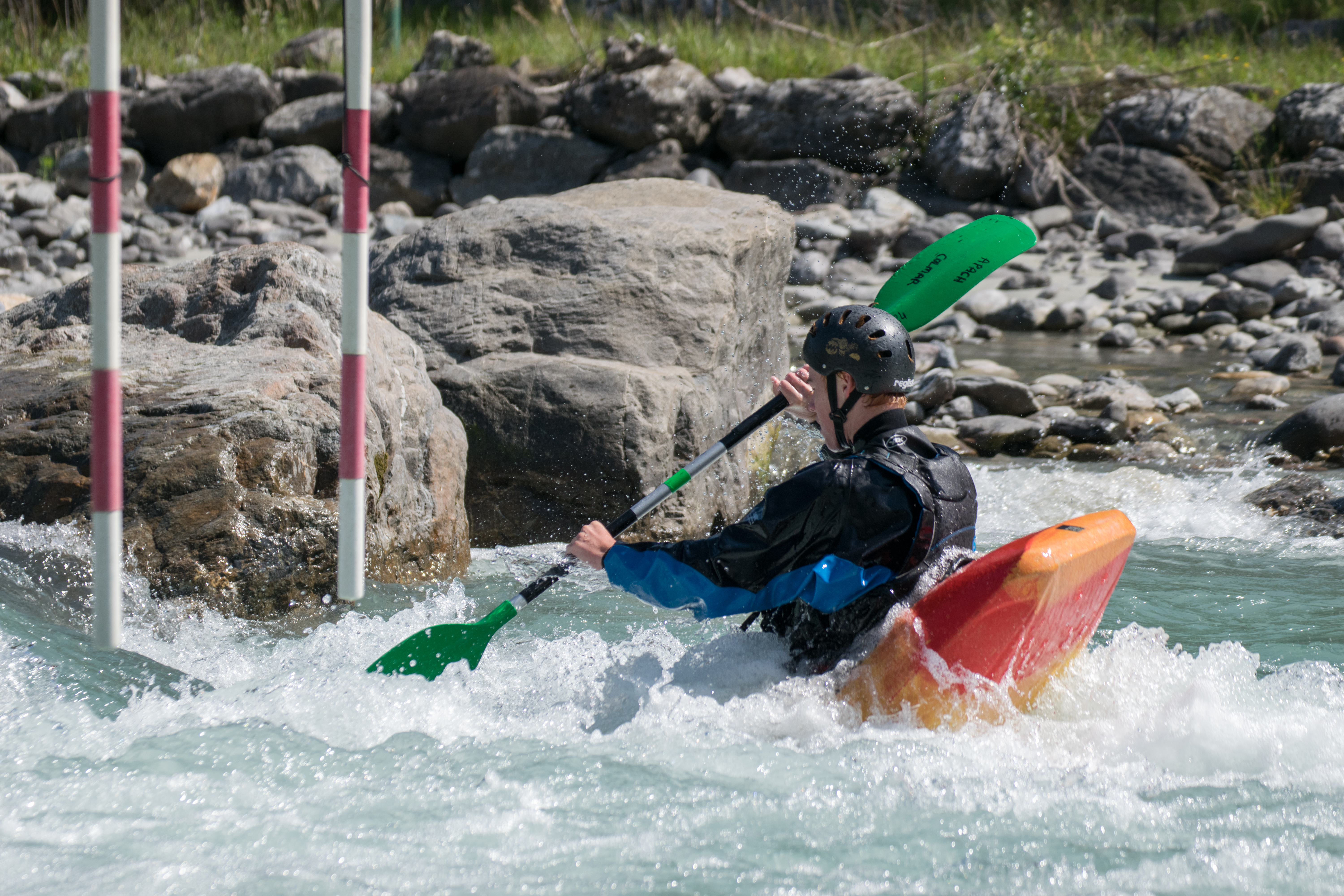
Playboating sur le stade

Le stade de slalom a été aménagé à la suite de la fermeture en 1988 de l'usine de fabrication de plaques d’aluminium Pechiney. dans le lit naturel de la Durance, par enrochements artificiels.
Il se situe au départ d'une portion navigable de la Durance de 35 km, qui court jusqu'à Embrun. Il est ouvert gratuitement à la pratique du slalom, du kayak de rivière, du rafting, de l'hydrospeed, et de la descente. Il est homologué par la Fédération française de canoë-kayak (FFCK) et la World Rafting Federation pour ses formations diplômantes.
Il dispose d'une longueur de 400 m, d'une largeur de 18 m et d'une dénivelé de 4 m (soit une pente de 1 %). Grâce à sa position en aval de la confluence de la Durance avec la Gyronde, et à l'apport d'eau de fonte des glaciers des Écrins (notamment des glaciers Blanc et Noir), il est utilisable sur une longue période, avec un débit variant de 15 à 80 m3. Il est équipé de 50 portes de slalom de niveau de difficulté classe III. Un plan d'eau, un camping et une restauration d'été sont aménagés à proximité immédiate.
Depuis le 19 mai 2017, le stade porte le nom de Michel Baudry, figure locale du canoë-kayak et acteur principal de la construction du site,.
Plus en aval, se situe le stade d'eau vive de Saint-Clément-sur-Durance, aménagé lui aussi dans le lit de la Durance et de difficulté de classe II.

## Événements

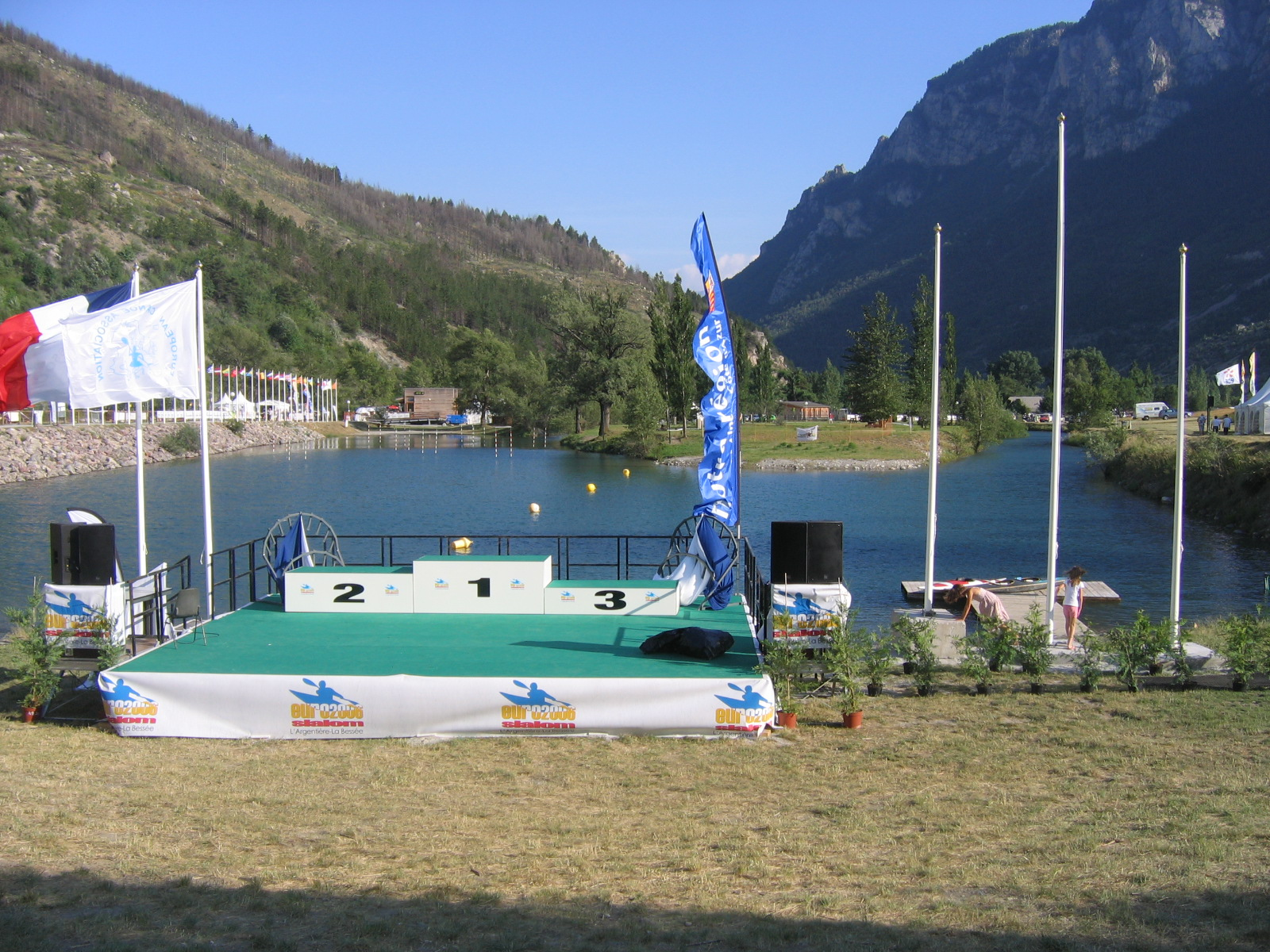
Podium des championnats d'Europe de slalom en 2006

Le stade a été le lieu des épreuves des championnats d'Europe de slalom en 2006, des championnats de France de slalom en 2015, 2017 et 2020 et de la coupe du monde de slalom en 2011. Il est retenu en 2020 comme centre de préparation aux Jeux olympiques d'été 2024 de Paris.
Il accueille chaque année deux évènements importants : Le BFK, un rassemblement rivière ouvert à tout kayakistes et la descente des « Radeliers de la Durance », une reconstitution historique de descente de grumes en radeau de bois.